# 基斯良卡河
基斯良卡河（烏克蘭語：Кислянка），是烏克蘭西部的河流，屬於傑列夫尼揚卡河的右支流。該河發源自科祖利卡西南面，流經利維夫州的亞沃里夫區和利維夫區，河道全長12公里，流域面積44.1平方公里。